# Emma Johansson
Emma Johansson   (Sollefteå, 23 de setembre de 1983) és una ciclista sueca, professional des del 2005 fins al 2017.
A banda d'haver-se proclamat diversos cops campiona en ruta i contrarellotge de Suècia, l'estiu de 2008 aconseguí la medalla de plata en la prova de ciclisme en ruta dels Jocs Olímpics de Pequín, medalla que repetí vuit anys després, a la mateixa prova als Jocs de Rio de Janeiro.

## Palmarès
- 2005
  -  Campiona de Suècia de contrarellotge
- 2006
  - 1a a Handzame
- 2007
  -  Campiona de Suècia de contrarellotge
  - 1a a Boezinge
  - 1a a Hoeleden
  - 1a a Adinkerke
  - 1a a Handzame
  - 1a a Kieldrecht
  - Vencedor d'una etapa a Vodelée
- 2008
  -  Medalla de plata als Jocs Olímpics de Pequín en la cursa en línia
  -  Campiona de Suècia de contrarellotge
  - 1a al Trofeu d'Or i vencedora d'una etapa
  - 1a a Laarne
  - 1a a Burcht
- 2009
  - 1a a la Univé Tour de Drenthe
  - Vencedora d'una etapa a la Volta a Turíngia
  - Vencedora d'una etapa al Holland Ladies Tour
- 2010
  -  Campiona de Suècia de ruta
  - 1a a l'Omloop Het Nieuwsblad
  - 1a a l'Omloop van het Hageland
  - 1a al Trofeu d'Or i vencedora d'una etapa
  - 1a al Gran Premi Mameranus
  - Vencedora d'una etapa a la Volta a Turíngia
- 2011
  -  Campiona de Suècia de ruta
  - 1a a l'Omloop Het Nieuwsblad
  - 1a a l'Omloop van het Hageland
  - 1a al Cholet-Pays de Loire Dames
  - 1a al Gran Premi international de Dottignies
  - 1a a la Volta a Turíngia i vencedora d'una etapa
  - Vencedora d'una etapa al Giro del Trentino
  - Vencedora d'una etapa a la Iurreta-Emakumeen Bira
  - Vencedora d'una etapa al Trofeu d'Or
- 2012
  -  Campiona de Suècia de ruta
  -  Campiona de Suècia de contrarellotge
  - 1a al Tour de Free State i vencedora d'una etapa
  - Vencedora d'una etapa al Giro d'Itàlia
- 2013
  -  Campiona de Suècia de contrarellotge
  -  Campiona de Suècia de ciclocròs
  - 1a a la Volta a Turíngia i vencedora de 2 etapes
  - 1a a l'Emakumeen Euskal Bira i vencedora de 2 etapes
  - 1a a la Gooik-Geraardsbergen-Gooik
  - 1a al Cholet-Pays de Loire Dames
  - Vencedora d'una etapa a la Ruta de França
- 2014
  -  Campiona de Suècia de ruta
  -  Campiona de Suècia de contrarellotge
  - 1a a Le Samyn des Dames
  - 1a al Trofeu Alfredo Binda-Comune di Cittiglio
  - 1a al Boels Rental Hills Classic
  - 1a al BeNe Ladies Tour i vencedora d'una etapa
  - 1a al Cholet-Pays de Loire Dames
  - Vencedora d'una etapa al The Women's Tour
  - Vencedora d'una etapa al Boels Ladies Tour
- 2015
  -  Campiona de Suècia de ruta
  -  Campiona de Suècia de contrarellotge
  - 1a a l'Emakumeen Saria
  - 1a a la Volta a Turíngia
  - 1a a la Volta a Bèlgica
  - Vencedora de 2 etapes a l'Emakumeen Euskal Bira
- 2016
  -  Medalla de plata als Jocs Olímpics de Rio de Janeiro en la cursa en línia
  -  Campiona de Suècia de ruta
  -  Campiona de Suècia de contrarellotge
  - 1a a l'Emakumeen Euskal Bira i vencedora de 2 etapes